# Anu Kaljurand
Anu Kaljurand (16 april 1969) is een Estisch atlete.
Op de Olympische zomerspelen van 1992 in Barcelona nam ze deel aan de onderdelen 100 meter horden en zevenkamp.
- World Athletics: 14359065